# Monastery stauropigialne Rosyjskiego Kościoła Prawosławnego
Monastery stauropigialne Rosyjskiego Kościoła Prawosławnego – klasztory w jurysdykcji Rosyjskiego Kościoła Prawosławnego, posiadające przywilej stauropigii. Monastery posiadające ten przywilej i położone w granicach Rosji podporządkowane są bezpośrednio patriarsze moskiewskiemu i całej Rusi. Te natomiast, które znajdują się na terenie Białorusi i Ukrainy, podlegają odpowiednio zwierzchnikom Egzarchatu Białoruskiego i Ukraińskiego Kościoła Prawosławnego Patriarchatu Moskiewskiego.

## Monastery w Rosji

### Męskie
| Monaster                                                       | Fotografia | Rok powstania                                                                          | Namiestnik                                     | Liczba mnichów | Uwagi                                                                                               | Źródło |
| -------------------------------------------------------------- | ---------- | -------------------------------------------------------------------------------------- | ---------------------------------------------- | -------------- | --------------------------------------------------------------------------------------------------- | ------ |
| Monaster św. Andrzeja w Moskwie                                |            | XVI w., zamknięty w 1923, restytuowany w 1991, stauropigialny od 2013.                 | p.o. metropolita kaszyrski Teognost (Guzikow)  |                | | [ 2 ]  |
| Pustelnia Optyńska                                             |            | XV w.; zamknięty w 1918, restytuowany w 1987.                                          | biskup możajski Leonid (Tołmaczow)             |                | Święto patronalne – Wprowadzenie Matki Bożej do Świątyni.                                           | [ 3 ]  |
| Monaster Zmartwychwstania Pańskiego Nowe Jeruzalem             |            | 1656, zamknięty w 1919, restytuowany w 2008, wtedy też otrzymał przywilej stauropigii. | ihumen Teofilakt (Biezukładnikow)              |                | | [ 4 ]  |
| Monaster Wysoko-Pietrowski                                     |            | XIV w., w latach 1918–1991 nieczynny, stauropigialny od 2009.                          | archimandryta Eutymiusz (Moisiejew)            |                | Święto patronalne – św. Piotra metropolity moskiewskiego.                                           | [ 5 ]  |
| Monaster Daniłowski                                            |            | 1282, w latach 1930–1983 nieczynny.                                                    | biskup oriechowo-zujewski Aleksy (Polikarpow)  |                | Święto patronalne – św. Daniela Słupnika. Rezydencja patriarchów moskiewskich i całej Rusi od 1983. | [ 6 ]  |
| Monaster Doński                                                |            | 1591, w latach 1926–1992 nieczynny.                                                    | biskup bronnicki Tomasz (Demczuk)              |                | Święto patronalne – Dońskiej Ikony Matki Bożej.                                                     | [ 7 ]  |
| Monaster Zaikonospasski                                        |            | 1660, w latach 1929–2010 nieczynny.                                                    | vacat                                          |                | Święto patronalne – Obrazu Zbawiciela Nie Ludzką Ręką Uczynionego.                                  | [ 8 ]  |
| Monaster św. Józefa Wołokołamskiego                            |            | 1479; w latach 1922–1989 nieczynny.                                                    | archimandryta Sergiusz (Woronkow)              |                | Święto patronalne – Zaśnięcia Matki Bożej.                                                          | [ 9 ]  |
| Monaster św. Mikołaja na Ugrieszy                              |            | Ok. 1380; w latach 20. XX wieku nieczynny, w 1991 restytuowany.                        | ihumen Bartłomiej (Pietrow)                    |                | | [ 10 ] |
| Monaster Nowospasski                                           |            | XIII w.; w latach 1918–1990 nieczynny.                                                 | biskup woskriesieński Sawa (Michiejew)         |                | Święto patronalne – Wszechmiłującego Zbawiciela.                                                    | [ 11 ] |
| Monaster św. Sawy Storożewskiego                               |            | 1398, w latach 1919–1995 nieczynny.                                                    | archimandryta Sawa (Fatiejew)                  |                | | [ 12 ] |
| Ławra Troicko-Siergijewska (Trójcy Świętej i św. Sergiusza)    |            | 1337, w latach 1920–1946 nieczynna.                                                    | biskup siergijewsko-posadzki Paramon (Gołubka) |                | | [ 13 ] |
| Monaster Sołowiecki                                            |            | XV w., w latach 1920–1990 nieczynny.                                                   | biskup odincowski Porfiriusz (Szutow)          |                | Święto patronalne – Przemienienie Pańskie.                                                          | [ 14 ] |
| Monaster Spotkania Włodzimierskiej Ikony Matki Bożej w Moskwie |            | 1397, w latach 1925–1995 nieczynny.                                                    | Jan (Łudiszczew)                               |                | | [ 15 ] |
| Monaster Wałaamski                                             |            | XI/XII w., w latach 1940–1989 nieczynny.                                               | biskup wałaamski Pankracy (Żerdiew)            |                | | [ 16 ] |

### Żeńskie
| Monaster                                                                            | Fotografia | Czas powstania                                                                                  | Przełożona                      | Liczba mniszek | Uwagi                                                                            | Źródło |
| ----------------------------------------------------------------------------------- | ---------- | ----------------------------------------------------------------------------------------------- | ------------------------------- | -------------- | -------------------------------------------------------------------------------- | ------ |
| Monaster św. Aleksego w Moskwie                                                     |            | XIV w.; w latach 1917–2012 nieczynny.                                                           | ihumenia Ksenia (Czerniega)     |                |                                                                                  | [ 17 ] |
| Monaster Narodzenia Matki Bożej w Moskwie                                           |            | 1386, w latach 1922–1993 nieczynny.                                                             | ihumenia Wiktoryna (Pierminowa) |                |                                                                                  | [ 18 ] |
| Monaster Świętych Borysa i Gleba w Anosinie                                         |            | 1823, w latach 1928–1992 nieczynny.                                                             | ihumenia Maria (Sołodownikowa)  |                |                                                                                  | [ 19 ] |
| Monaster Poczęcia św. Anny w Moskwie                                                |            | 1584, w latach 1927–1991 nieczynny.                                                             | ihumenia Julianna (Kaleda)      |                |                                                                                  | [ 20 ] |
| Monaster św. Jana Rylskiego w Petersburgu                                           |            | 1903, w latach 1924–1991 nieczynny, od restytucji stauropigialny.                               | ihumenia Ludmiła (Wołoszyna)    |                |                                                                                  | [ 21 ] |
| Monaster św. Jana Chrzciciela w Moskwie                                             |            | XVII w., w latach 1927–1992 nieczynny.                                                          | mniszka Elżbieta (Nikiszkina)   |                |                                                                                  | [ 22 ] |
| Monaster Podwyższenia Krzyża Pańskiego i Jerozolimskiej Ikony Matki Bożej w Łukinie |            | 1865, zamknięty po 1917, restytuowany w 1992.                                                   | ihumenia Katarzyna (Czajnikowa) |                |                                                                                  | [ 23 ] |
| Monaster św. Mikołaja w Wiażyszczach                                                |            | K. XIV w., zamknięty w latach 1920–1989, stauropigialny od 1995. Pierwotnie działał jako męski. | ihumenia Antonina (Korniejewa)  |                |                                                                                  | [ 24 ] |
| Monaster Opieki Matki Bożej w Moskwie                                               |            | Pierwotnie był to monaster męski. Założony w 1635, nieczynny w latach 1926–1994.                | ihumenia Teofania (Miskina)     |                |                                                                                  | [ 25 ] |
| Monaster Opieki Matki Bożej w Chot´kowie                                            |            | Przed 1308, w latach 1921–1989 nieczynny.                                                       | ihumenia Olimpiada (Baranowa)   |                |                                                                                  | [ 26 ] |
| Monaster Trójcy Świętej i św. Aleksandra Newskiego w Akatowie                       |            | 1899, w latach 1929–2013 nieczynny.                                                             | ihumenia Antonina (Minina)      |                |                                                                                  | [ 27 ] |
| Monaster Trójcy Świętej Stefana Machryskiego                                        |            | Założony w XIV w. jako męski, w latach 1923–1993 nieczynny. Od 2004 stauropigialny.             | ihumenia Elżbieta (Żegałowa)    |                |                                                                                  | [ 28 ] |
| Monaster Świętych Marty i Marii w Moskwie                                           |            | 1909, w latach 1926–2006 nieczynny. Stauropigialny od 2014.                                     | mniszka Elżbieta (Pozdniakowa)  |                | Określany jako Wspólnota Miłosierdzia.                                           | [ 29 ] |
| Monaster Kazańskiej Ikony Matki Bożej i św. Ambrożego z Optiny w Szamordinie        |            | 1901, w latach 1923–1990 nieczynny.                                                             | mniszka Sergia (Szczerbakowa)   |                |                                                                                  | [ 30 ] |
| Pustelnia św. Zozyma                                                                |            | 1856, w latach 1929–2000 nieczynny.                                                             | ihumenia Faina (Kuleszowa)      |                | Święta patronalne monasteru – Trójcy Świętej oraz Smoleńskiej Ikony Matki Bożej. | [ 31 ] |
| Monaster św. Mikołaja w Szostju                                                     |            | 1999, jako metochion patriarszy                                                                 | mniszka Neoniła (Frołowa)       |                |                                                                                  | [ 32 ] |

## W innych państwach
| Monaster                                     | Fotografia | Czas powstania                                    | Namiestnik/przełożona                            | Liczba mnichów/mniszek | Uwagi | Źródło        |
| -------------------------------------------- | ---------- | ------------------------------------------------- | ------------------------------------------------ | ---------------------- | --- | ------------- |
| Piuchticki Monaster Zaśnięcia Matki Bożej    |            | 1891                                              | ihumenia Filareta (Kałaczowa)                    |                        | Monaster podlega wprost patriarsze moskiewskiemu i całej Rusi, chociaż znajduje się na terenie Estońskiego Kościoła Prawosławnego. | [ 33 ]        |
| Monaster Zaśnięcia Matki Bożej w Żyrowiczach |            | XVI w., w latach 1613–1839 należał do bazylianów. | arcybiskup nowogródzki i lidzki Guriasz (Apalko) |                        | Monaster podlega metropolicie mińskiemu i zasławskiemu, patriarszemu egzarsze Białorusi.                                           | [ 34 ] [ 35 ] |